# آن البوهيمية
آنّ البوهيمية Anne of Bohemia (ولدت 11 مايو 1366 - توفيت 7 يونيو 1394) هي ملكة إنجلترا للفترة (1382 - 1394) إذ أنها أولى زوجات الملك ريتشارد الثاني. وهي من آل لوكسمبورغ، إذ أنها ابنة كارل الرابع إمبراطور الإمبراطورية الرومانية المقدسة وملك بوهيميا.
تزوجت الملك ريتشارد الثاني لمدة 12 سنة لكنها لم تنجب.
توفيت آنّ بالطاعون بعمر 28 سنة فقط. ودُفنت في ويستمنستر أبي في لندن.